# Peyrignac
Peyrignac település Franciaországban, Dordogne megyében. Lakosainak száma 594 fő (2022. január 1.). Peyrignac Châtres, La Bachellerie, Beauregard-de-Terrasson, Le Lardin-Saint-Lazare, Villac és Saint-Rabier községekkel határos.

## Népesség
A település népességének változása:
| Lakosok száma | 311  | 389  | 372  | 495  | 551  | 583  | 580  | 570  | 574  | 594  |
|               | 1968 | 1982 | 1990 | 2006 | 2013 | 2015 | 2017 | 2019 | 2020 | 2022 |